# ケリー・サザートン
ケリー・サザートン（Kelly Jade Sotherton、1976年11月13日 - ）は、イギリスの陸上競技選手。2004年アテネオリンピック、2008年北京オリンピックの銅メダリストである。イギリス南部ワイト島ニューポート出身。

## 経歴
サザートンは、十代のころは七種競技とネットボールの選手であった。2000年シドニーオリンピック七種競技金メダリストのデニーズ・ルイスが所属しているクラブに入るためバーミンガムへ移り、2002年にイギリス代表となる。
無名だったサザートンは、2004年アテネオリンピックの七種競技で、スウェーデンのカロリナ・クリュフト、リトアニアのアウストラ・スクイテに次いで周囲も驚く銅メダルを獲得。けがのためリタイアした同僚のルイスに代わりに活躍を見せた。
2005年のヘルシンキで開催された世界選手権では、5種目を終わったところでメダルも獲得できるポジションにいたが、不得手なやり投で脱落。最後の800mで自己ベストに迫る記録を出したものの、やり投で広がった差を縮めることができず5位に終わった。
2006年3月にはイングランドの代表として、オーストラリアのメルボルンで開催されたコモンウェルスゲームズに出場。オーストラリアのカイリー・フィーラーらを抑え金メダルを獲得した。同年8月にはスウェーデンのイェーテボリのヨーロッパ選手権に出場。5種目を終わって2位に位置していたが、またしてもやり投で失敗し、7位で終了した。
サザートンは、2007年の大阪で開催された世界選手権に出場。初日まず100mハードルを自己ベストの13秒21、走高跳は自己ベストにあと1cmと迫る1m86、砲丸投ではシーズンベストの14m14、200mを自己2番目の記録となる23秒40と好調なスタートを見せ、3位とメダル圏内に位置し2日目を迎えた。5種目目の走幅跳も自己ベストの6m68と快調なスタートを見せたが、続くやり投では31m90と出場選手中最下位に終わってしまい4位に転落。しかし、最後の800mでは2分11秒58で、出場選手中3位と踏ん張り、逆転で3位に浮上し銅メダルを獲得した。

## 自己ベスト
- 200m - 23秒39 (2008年)
- 800m - 2分07秒34 (2008年)
- 100mハードル - 13秒18 (2008年)
- 走高跳 - 1m87 (2007年)
- 走幅跳 - 6m79 (2008年)
- 砲丸投 - 14m66 (2008年)
- やり投 - 40m81 (2004年)
- 七種競技 - 6547 (2005年)

## 主な実績
| 年   | 大会                     | 場所                       | 種目     | 結果 | 記録 |
| ---- | ------------------------ | -------------------------- | -------- | ---- | ---- |
| 2004 | オリンピック             | アテネ(ギリシャ)           | 七種競技 | 3位  | 6424 |
| 2005 | ヨーロッパ室内陸上選手権 | マドリッド(スペイン)       | 五種競技 | 2位  | 4733 |
| 2005 | 世界陸上選手権           | ヘルシンキ(フィンランド)   | 走幅跳   | 8位  | 6m42 |
| 2005 | 世界陸上選手権           | ヘルシンキ(フィンランド)   | 七種競技 | 5位  | 6325 |
| 2006 | コモンウェルスゲームズ   | メルボルン(オーストラリア) | 七種競技 | 1位  | 6396 |
| 2006 | ヨーロッパ陸上選手権     | イェーテボリ(スウェーデン) | 七種競技 | 7位  | 6290 |
| 2007 | ヨーロッパ室内陸上選手権 | バーミンガム(イギリス)     | 五種競技 | 2位  | 4927 |
| 2007 | 世界陸上選手権           | 大阪(日本)                 | 七種競技 | 3位  | 6510 |
| 2008 | ヨーロッパ室内陸上選手権 | バレンシア(スペイン)       | 五種競技 | 2位  | 4852 |
| 2008 | オリンピック             | 北京(中国)                 | 七種競技 | 3位  | 6517 |